# Mergelkern van Kanne
De mergelkern van Kanne is een beschermd dorpsgezicht in Kanne, een dorp gelegen in de Belgische provincie Limburg. De kern is een verzameling van clusters van 18e en 19e-eeuwse gebouwen van mergel, gelegen aan weerszijden van de Jeker en het Albertkanaal. Het bevat de straten Bejats, Berkenlaan, Bovenstraat, Brugstraat, Grenadiersweg, Onderstraat, Oude Jekerweg, Oude Tramweg, Oudeweg, Pruisstraat, Sint-Hibertusstraat, Statiestraat en Steenstraat.
De mergelkern wordt gekenmerkt door de visuele samenhang van eenvoudige, tweelagige enkel- en dubbelhuizen en het gebruik van mergel voor het parament, meestal wit of gelig gekaleid. De panden die deel uitmaken van dit dorpsgezicht zijn deels beeldbepalend en deels beschermd monument.

## Locatie

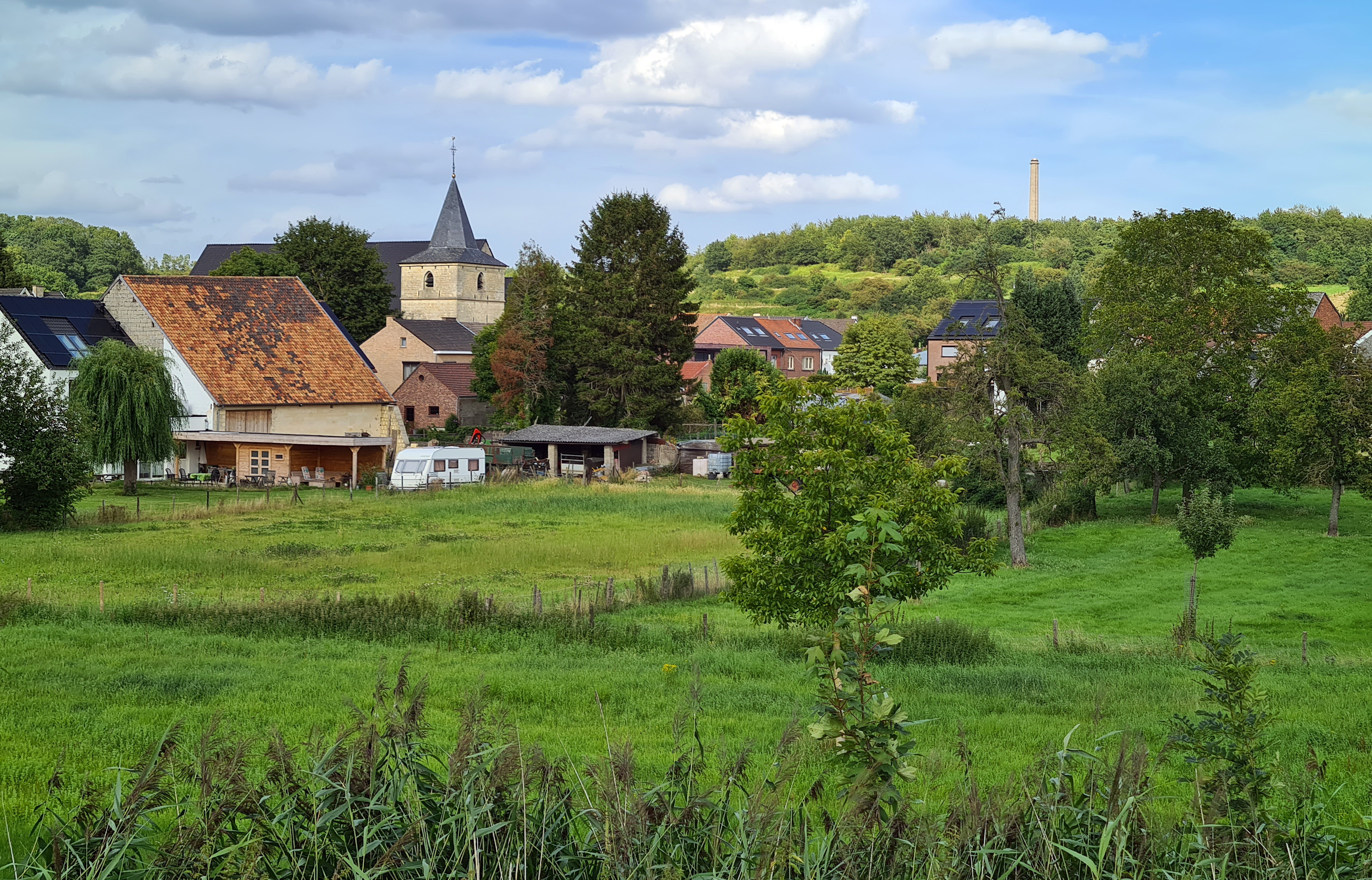
Kanne

Kanne is een deelgemeente in het zuidoosten van Riemst, grenzend aan Maastricht in het oosten en Wallonië in het zuiden. Het dorp ligt in het dal van de Jeker, ingeklemd tussen de Sint-Pietersberg, een kalkheuvel van 8 kilometer die zich uitstrekt over de provincies Luik, Belgisch- en Nederlands Limburg, en de Cannerberg. Het Albertkanaal doorsnijdt het dorp, met als blijvend kenmerk de onafgewerkte wachtgevels die naar het kanaal zijn gericht.
De nederzetting wordt gekenmerkt als een lineaire valleisite, specifiek een bosontginningsdorp op de overgang van weilanden naar akkers. Sporen van een duidelijke cultuurzonering zijn nog zichtbaar, waaronder beemden in de dalbodem, een bewoningsstrook aan de voet van de helling, hoger gelegen akkergronden en een beboste heuvelkam.

## Geschiedenis
Het dorp Kanne wordt voor het eerst vermeld in 965 onder de naam Cannes, maar vermoedelijk gaat de oorsprong terug tot de eerste helft van de 8ste eeuw. Volgens de hagiografie van Sint-Hubertus zou hij in 712 in het nabijgelegen Emael een kerk hebben gewijd en vervolgens via de huidige locatie van Kanne naar Maastricht zijn gereisd, waar hij ook zou hebben gepredikt. Het dorp is aan hem toegewijd.
In 965 werd Kanne opgesplitst in twee nederzettingen: het prins-bisschoppelijk domein Opkanne in het zuiden en de allodiale heerlijkheid Neerkanne in het noorden. Opkanne bevond zich waarschijnlijk bij de huidige Sint-Hubertuskerk op de oostelijke oever van de Jeker, terwijl Neerkanne zich ontwikkelde op de westelijke oever, nabij het einde van de Oudeweg, bij de kapel en de lindeboom.
Kanne ontstond in het dal van de Jeker uit bebouwingsclusters aan beide zijden van de rivier. Op basis van de Ferrariskaart (1771-1777) blijkt dat het oorspronkelijke bebouwingspatroon overeenkomt met de typische lineaire nederzettingsvormen uit de vroege middeleeuwen. De nederzetting strekt zich als een lange rij huizen uit langs de grens tussen weilanden en akkers, gevormd door de hoogteverschillen in het landschap.
Tussen 1930 en 1934 werd Kanne diagonaal doorsneden door de aanleg van het Albertkanaal, waardoor het dorp in tweeën werd gedeeld.

## Mergel
Kanne staat bekend als "het witte dorp", een naam die voortkomt uit de aanwezigheid van Maastrichtse tufsteen, beter bekend als mergel. Dit gesteente, dat al sinds de Romeinse tijd in Kanne en de omliggende regio wordt ontgonnen, heeft geleid tot de ontwikkeling van kilometerslange gangenstelsels en heeft een grote invloed gehad op de bouwstijl van het dorp.
Mergel is een marien, sedimentair gesteente, gevormd uit samengekitte kalkresten van zeedieren, afgezet tijdens de jongste formatie van het Mesozoïcum. Het gesteente is zacht, poreus en homogeen, met een witgele kleur die na verloop van tijd patineert tot lichtgrijs. Deze eigenschappen maakten mergel tot een geliefd bouwmateriaal in de regio, met name in zuidoost-Limburg. Het werd gebruikt voor kerken, kastelen, kloosters en andere architecturaal hoogwaardige bouwwerken. In Vlaanderen is het gebruik ervan beperkt tot Limburg, waar het lokaal werd ontgonnen en toegepast. In Kanne en de omliggende dorpen, zoals Vroenhoven, Zichen-Zussen-Bolder, Heukelom en Val-Meer, werd mergel veelvuldig gebruikt voor eenvoudige woningen en boerderijen. Om het materiaal te beschermen tegen verwering en om esthetische redenen werden gevels vaak gewit of gekaleid, wat bijdroeg aan het iconische witte uiterlijk van het dorp.
De dorpskern van Kanne herbergt talrijke gebouwen die geheel of gedeeltelijk uit mergel zijn opgetrokken. De meest intacte en karakteristieke voorbeelden zijn geselecteerd voor bescherming als monument of worden gezien als beeldbepalende elementen.  De typische bebouwing bestaat uit eenvoudige, tweelagige enkel- en dubbelhuizen, waarbij mergel werd gebruikt voor het zichtbare metselwerk (parament). Deze gevels zijn meestal wit of lichtgeel gekaleid, waardoor ze bijdragen aan het uniforme en herkenbare uiterlijk van het dorp.

## Beeldbepalende en beschermde panden
| Adres                    | Pand                            | Beeldbepalend of beschermd monument (b.m.) | Beschrijving | Afbeelding |
| ------------------------ | ------------------------------- | ------------------------------------------ | --- | ---------- |
| Bejats 14                | Zaal Sint-Cecilia               | Beeldbepalend                              | |            |
| Bejats 19                |                                 | Beeldbepalend                              | |            |
| Bejats 23                | mergelwoning                    | b.m. 2206                                  | |            |
| Bejats 25                |                                 | Beeldbepalend                              | |            |
| Bejats 28, Brugstraat 21 | mergelwoning                    | b.m. 2212                                  | |            |
| Bejats 31                | mergelwoning                    | b.m. 2213                                  | |            |
| Bovenstraat 4            |                                 | Beeldbepalend                              | |            |
| Bovenstraat 5            |                                 | Beeldbepalend                              | |            |
| Bovenstraat 36           | Oude Bakkerij ('Auw Bekkereij') | Beeldbepalend                              | Vooroorlogse beschermde mergelgevel. Het is opgetrokken uit mergelgesteente dat is ontgonnen in de mergelgroeves van Kanne en omgeving. De Oude Bakkerij heeft linksonder in de voorgevel een altimetrisch punt. Dit is één van de drie altimetrische punten die het dorp rijk is.       |            |
| Bovenstraat 46           | mergelwoning                    | b.m. 2215                                  | |            |
| Bovenstraat 50           |                                 | Beeldbepalend                              | |            |
| Brugstraat 12            | mergelwoning                    | b.m. 2222                                  | |            |
| Brugstraat 13            | mergelwoning                    | b.m. 2226                                  | |            |
| Brugstraat 16            |                                 | Beeldbepalend                              | |            |
| Brugstraat 19            | mergelwoning                    | b.m. 2230                                  | |            |
| Brugstraat 23            | mergelwoning                    | b.m. 2233                                  | |            |
| Brugstraat 24            |                                 | Beeldbepalend                              | |            |
| Brugstraat 25            |                                 | Beeldbepalend                              | |            |
| Brugstraat 45            | mergelschuur                    | b.m. 2175                                  | |            |
| Grenadiersweg 8          | mergelwoning                    | b.m. 2242                                  | |            |
| Grenadiersweg 9          |                                 | Beeldbepalend                              | |            |
| Onderstraat 1            |                                 | Beeldbepalend                              | |            |
| Oudeweg 24               |                                 | Beeldbepalend                              | |            |
| Oudeweg 46               | mergelwoning                    | b.m. 2245                                  | |            |
| Oudeweg 73               | mergelwoning                    | b.m. 2248                                  | |            |
| Pruisstraat 7            |                                 | Beeldbepalend                              | |            |
| Statiestraat 5           |                                 | Beeldbepalend                              | |            |
| Steenstraat 2            | mergelwoning                    | b.m. 2263                                  | |            |
| Steenstraat 4            | mergelwoning                    | b.m. 2265                                  | |            |
| Steenstraat 12           |                                 | Beeldbepalend                              | |            |
| Steenstraat 16           | mergelwoning                    | b.m. 2260                                  | Een tweelagig breedhuis van het dubbelhuistype, bestaande uit drie traveeën onder een zadeldak. De gecementeerde voorgevel bevat rechthoekige deur- en vensteropeningen, voorzien van geprofileerde omlijstingen. Het gebouw is opgetrokken in mergel, deels gecementeerd en witgekalkt. |            |
| Steenstraat 17           |                                 | Beeldbepalend                              | |            |
| St. Hubertusstraat 2     |                                 | Beeldbepalend                              | |            |
| St. Hubertusstraat 11    | Pastorie Sint-Hubertusparochie  | b.m. 2250                                  | |            |
| St. Hubertusstraat 12    |                                 | Beeldbepalend                              | |            |
| St. Hubertusstraat 13    | Sint-Hubertuskerk               | Beeldbepalend                              | |            |
| St. Hubertusstraat 14    | mergelschuur                    | b.m. 2255                                  | |            |